# Robert de Caix

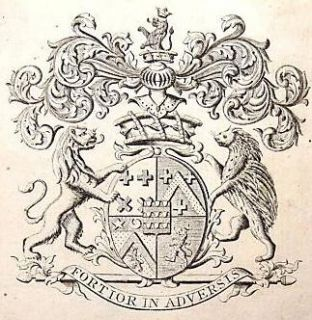
Escut de la família de Caix de Sant-Aymour

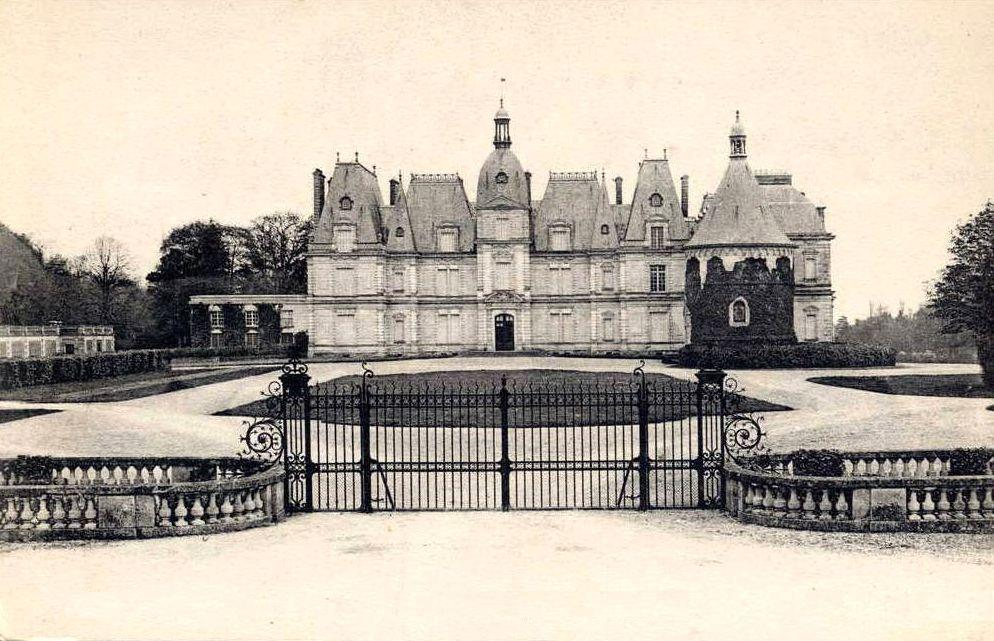
El castell d'Ognon

Robert de Caix de Sant-Aymour, nascut el 5 de febrer de 1869 a París i mort el 12 de març de 1970 en la mateixa ciutat, fou un vescomte, periodista, home polític, escriptor i diplomàtic francès. Era el fill gran de l'historiador i arqueòleg Amédée de Caix de Sant-Aymour.

## Biografia
Visqué la seva infantesa en el domini familiar del castell d'Ognon. Va estudiar a l'Escola lliure de les Ciències polítiques del carrer Saint Guillaume a París. S'interessa molt d'hora per la política. Havent viscut el seu infantesa en un país humiliat per la derrota de la guerra de 1870 i per la pèrdua de Alsàcia i de Lorena, participà activament a la nova imatge de França en el món. De 1898 a 1909, efectua nombrosos viatges a Àsia i fou promogut l'any 1901 com redactor en cap del "Butlletí del Comitè de l'Àsia francesa". Al començament dels anys 1900,va fer amistat amb Philippe Berthelot, secretari general del Quay d'Orsay, que li va obrir les portes del ministeri d'Afers Estrangers.
Integra l'equip del diari nacional el Journal des Debats, on fou encarregat de les qüestions diplomàtiques. És allà, probablement sota l'ègida del seu director, Georges Patinot (1884-1895), que prengué contacte amb tots els tenors de l'expansió colonial francesa.
A partir de 1896 i 1897, esdevingué un dels cronistes de l'òrgan principal del partit colonial especialitzant-se més particularment en els seus propis viatges, i va redactar cròniques diplomàtiques. Com tots els altres membres de la xarxa colonial francesa, fou membre de diversos organismes colonials com la Societat de Geografia de París, la Societat d'Història de les Colònies Franceses, la Lliga Colonial Francesa, el Comitè França-Amèrica i el Comitè de l'Oceania Francesa.
Fou una de les personalitats històriques que va participar en el naixement del mandat francès a Síria i del mandat francès al Líban en els anys 1920, sobre una part de l'antic territori de l'Imperi Otomà després de la Primera Guerra Mundial. Fou un membre eminent del partit colonial i va evolucionar de una situació en què era considerat essencialment «Africà », al temps del ministeri d'Eugène Étienne, per esdevenir més clarament « Asiàtic » o « Sirià ». Defensor ferotge del mandat de França a Síria, fou escollit per esdevenir el col·laborador civil del general Gouraud, nou Alt comissionat a Síria i al Líban en 1919.
Abans d'estar nomenat secretari general de l'Alt Comissionat a Beirut, havia estat encarregat per Georges Clemenceau de tractar qüestions de l'Orient Mitjà amb l'emir Faisal (cap del govern àrab de Damasc) per contrarrestar les ambicions britàniques que intentaven fer valer entre altres el coronel Thomas Edward Lawrence (Lawrence d'Aràbia).
Es deu a Robert de Caix la paternitat de la política francesa al Llevant així com l'estructura política del mandat francès. Quan Gouraud va abandonar Síria el 1922, pensava estar el millor situat per lluïdes succeir i va exercir el càrrec interinament prop de sis mesos (novembre de 1923 a abril de 1923), però el govern francès va preferir al general Weygand. Fou llavors nomenat delegat francès a la Comissió permanent dels mandats a la Societat de Nacions, a Ginebra, de 1924 a 1939.
El 1926 va descobrir el poble acadià en el moment d'un dels seus nombrosos viatges. Participa a nombroses reunions amb la finalitat d'establir de nous enllaços entre la França i Acàdia i participa amb l'historiador francès Émile Lauvrière a la fundació del Comitè França-Acàdia.
Morí el 1970 a l'edat de 101 anys.

## Obres
- Fachoda: la France et l'Angleterre
- Terre-Neuve Saint-Pierre et le French-Shore: la question des pêcheries et le Traité du 8 avril 1904
- Commentaires sur les observations de la commission au sujet du rapport sur la situation en Syrie et au Liban en 1924 et du rapport provisoire sur la situation de ces territoires en 1925, présentés par le représentant accrédité de la France
- Chronique politique et parlementaire. États-Unis (6 novembre 1894-4 mars 1897). (Signé : Robert de Caix de Saint-Aymour.).
- Textes choisis
- La Syrie
- Une tutelle coloniale: le mandat français en Syrie et au Liban
- Communications de Robert de Caix et Emmanuel de Martonne sur la Syrie et la Palestine, séance du 28 juin 1916
- Les chemins de fer de Chine
- Le Transsaharien et le Congrès de Géographie d'Alger
- Commentaires sur les observations de la commission au sujet du rapport sur la situation en Syrie et au Liban en 1924 et du rapport provisoire sur la situation de ces territoires en 1925, présentés par le représentant accrédité de la France
- La France et la situation politique en Extrême-Orient.